# Келлер (Вірджинія)
Келлер (англ. Keller) — місто (англ. town) в США, в окрузі Аккомак штату Вірджинія. Населення — 144 особи (2020).

## Географія
Келлер розташований за координатами 37°37′17″ пн. ш. 75°45′51″ зх. д. / 37.62139° пн. ш. 75.76417° зх. д. (37.621270, -75.764074).  За даними Бюро перепису населення США в 2010 році місто мало площу 0,93 км², уся площа — суходіл.

## Демографія
Згідно з переписом 2010 року, у місті мешкало 178 осіб у 68 домогосподарствах у складі 50 родин. Густота населення становила 192 особи/км².  Було 87 помешкань (94/км²).
Расовий склад населення:
| - 74,7 % — білих - 21,9 % — чорних або афроамериканців - 2,2 % — корінних американців |

До двох чи більше рас належало 1,1 %. Частка іспаномовних становила 1,7 % від усіх жителів.
За віковим діапазоном населення розподілялося таким чином: 19,1 % — особи молодші 18 років, 61,8 % — особи у віці 18—64 років, 19,1 % — особи у віці 65 років та старші. Медіана віку мешканця становила 47,5 року. На 100 осіб жіночої статі у місті припадало 89,4 чоловіків;  на 100 жінок у віці від 18 років та старших — 97,3 чоловіків також старших 18 років.
Середній дохід на одне домашнє господарство  становив 36 795 доларів США (медіана — 26 563), а середній дохід на одну сім'ю — 38 169 доларів (медіана — 28 750). За межею бідності перебувало 46,5 % осіб, у тому числі 85,4 % дітей у віці до 18 років та 4,4 % осіб у віці 65 років та старших.
Цивільне працевлаштоване населення становило 37 осіб. Основні галузі зайнятості: освіта, охорона здоров'я та соціальна допомога — 27,0 %, виробництво — 21,6 %, мистецтво, розваги та відпочинок — 16,2 %, роздрібна торгівля — 10,8 %.